# ロディカ・ブテレス
ロディカ・ブテレス（Rodica Buterez、1999年7月25日 - ）は、ルーマニアの女子バレーボール選手。ポジションはアウトサイドヒッター。ルーマニア代表。

## 来歴

### クラブチーム
ブカレスト出身。2015年、CSU Medicina Târgu Mureșに入団。2018年、CSM Târgovișteへ移籍した。2020/21シーズンのルーマニア国内リーグで優勝を果たした。2021/22シーズンのルーマニア国内リーグでは準優勝となり、自身はベストアウトサイドヒッター賞を受賞した。2023/24シーズンからはドイツブンデスリーガのSCポツダムへ移籍した。

### 代表チーム
2019年、シニア代表に初選出され、同年の欧州選手権に出場した。2022年のヨーロッパリーグでは銅メダルを獲得した。2022年にはルーマニアバレーボール連盟の年間最優秀選手賞に選ばれた。2023年、代表チームの主将として欧州選手権に出場した。

## 受賞歴
- 2022年 - 2021/22ルーマニアリーグ ベストアウトサイドヒッター賞

## 所属クラブ
- CSU Medicina Târgu Mureș（2015-2018年）
- CSM Târgoviște（2018-2023年）
- SCポツダム（2023-2024年）
- CSO Voluntari 2005（2024年-）